# Sybra humerosa
Sybra humerosa là một loài bọ cánh cứng trong họ Cerambycidae.